# Sergio Germán Romero
Sergio Germán Romero (Bernardo de Irigoyen, Misiones, 22 de febrero de 1987), más conocido como Chiquito Romero, es un futbolista profesional argentino. Actualmente se desempeña como arquero en el Club Atlético Boca Juniors de la Primera División de Argentina. Fue internacional con la selección de fútbol de Argentina, siendo el arquero con más presencias en la historia con 96 partidos. Con aquella selección fue subcampeón de la Copa del Mundo de Brasil 2014 y de las Copas Américas 2015 y 2016. Se consagró campeón en los Juegos Olímpicos de Pekín 2008.
Romero fue formado y surgido de la C.A.I. de Comodoro Rivadavia y Racing Club. Fue internacional para Argentina, debutando en el año 2009, y hasta el momento es el guardameta con más presencias con la selección argentina, con la que participó en dos ediciones de la Copa Mundial de Fútbol, en tres Copa América y en los Juegos Olímpicos de Pekín 2008, donde consiguieron la medalla de oro. Es hermano menor del baloncestista Diego Romero.
En 2007, fue traspasado al AZ Alkmaar. Tras cuatro temporadas en el equipo neerlandés, donde ganó una Eredivisie y una Supercopa de los Países Bajos, lo compró la Sampdoria de la Serie B. Después de dos temporadas en el club italiano, fue cedido al A. S. Monaco. Cuando el préstamo terminó, volvió a la Sampdoria. Tras jugar pocos encuentros, quedó libre y en 2015 fichó por Manchester United. Con el equipo inglés ha ganado tres títulos a nivel nacional y uno a nivel internacional. Al finalizar su contrato pasó brevemente por el Venezia Football Club, donde se desempeñó en la Serie A. El 8 de agosto de 2022 fichó con el club Boca Juniors de la Liga Profesional de Fútbol Argentino.

## Trayectoria

### Inicios en Racing Club
Romero se trasladó a Comodoro Rivadavia (Chubut) a los diez años. Tiempo después se unió a la Comisión de Actividades Infantiles. Durante una gira por Buenos Aires, el equipo jugó un partido contra Racing Club, que luego de ver la actuación del guardameta lo convocó para hacer una prueba, quedando finalmente en el club. Por ese entonces, el entrenador de baloncesto Enrique Tolcachier tenía la intención de incorporar a Romero a las divisiones inferiores de Gimnasia y Esgrima de Comodoro Rivadavia. No obstante, el jugador decidió declinar la oferta. Después de jugar un año en la Sexta División, el 3 de marzo de 2004 el entrenador de Racing y ex guardameta Ubaldo Fillol decidió sumarlo a los entrenamientos con el primer equipo. Al año siguiente fue convocado por primera vez a un partido profesional, un encuentro frente a Vélez Sarsfield donde fue suplente. En 2006, firmó su primer contrato profesional con Racing.
El guardameta titular de Racing en la temporada 2006-07 era Gustavo Campagnuolo, que sufrió una lesión en la rodilla derecha poco antes del inicio del Torneo Clausura. Como Romero se encontraba con la selección argentina sub-20 en el Campeonato Sudamericano de 2007, fue José Luis Martínez Gullotta quien reemplazó a Campagnuolo. Romero debutó con Racing el 11 de febrero de 2007, en un empate 1:1 ante Nueva Chicago por la primera jornada del Torneo Clausura, aunque pasaron dos meses hasta que ganó un lugar en la formación titular, de la mano del entrenador Reinaldo Merlo. Romero reemplazó a Campagnuolo en un encuentro disputado el 16 de junio frente a Godoy Cruz debido a una leve lesión de este último. Este partido, que finalizó en una victoria por 4:2, fue el último donde vistió la camiseta de Racing.

### AZ Alkmaar
Romero jugó cuatro partidos con Racing hasta que el entrenador del AZ Alkmaar, Louis van Gaal, presentó una oferta para ficharlo. En marzo de 2007, fue fichado por el equipo de los Países Bajos por la cifra de 1,45 millones de euros. Disputó el encuentro del 30 de septiembre contra el Heracles Almelo, donde concedió un tiro penal que le dio la victoria al Heracles por marcador 2:1. A pesar de esto, en el partido del 23 de febrero de 2008 ante el F. C. Twente no le anotaron goles. En la Copa de la UEFA, su equipo integró el «Grupo A» junto al Everton F. C., F. C. Núremberg, Zenit de San Petersburgo y AE Larisa, pero terminó en el cuarto lugar en la tabla de posiciones y no clasificó a la siguiente ronda del torneo. En la temporada 2007-08, el AZ Alkmaar ocupó el undécimo lugar en la tabla de posiciones de la liga, a veintinueve puntos del campeón PSV Eindhoven.

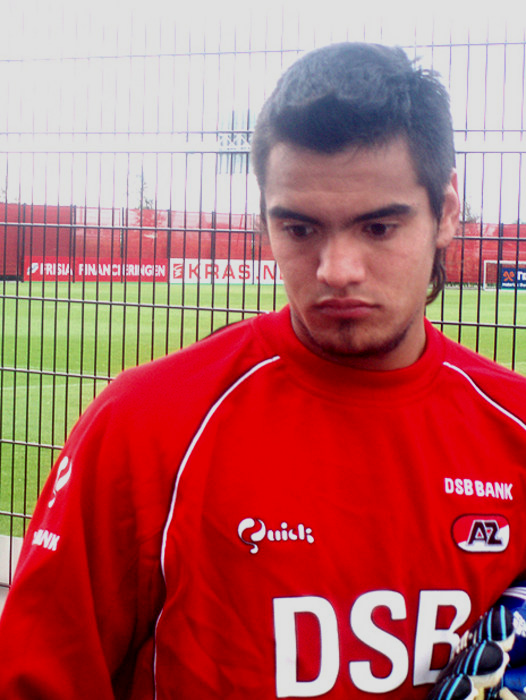
Romero entrenando con el AZ Alkmaar en 2007.

En la temporada 2008-09, Romero permaneció durante 955 minutos sin recibir anotaciones, desde el 16 de noviembre de 2008 hasta el 7 de febrero de 2009, cuando el delantero Said Boutahar le marcó un gol al minuto 16 en un partido contra el Willem II Tilburg. Después de perder su invicto, escribió en el sitio web del AZ Alkmaar: «Ahora empiezo a pensar en el partido ante el PSV. Yo no estaba pensando en ese registro. Lo único que para mí tiene importancia son las victorias. Mi equipo y yo trabajamos para eso». A pesar de la intención de clubes como Villarreal, West Ham United, Tottenham Hotspur y A. S. Roma de hacerse con sus servicios, en abril de 2009 Romero extendió su contrato con el AZ Alkmaar hasta junio de 2013. En la Copa de los Países Bajos, su equipo fue eliminado en cuartos de final por el NAC Breda. Con la goleada al PSV por 6:2, el 20 de abril el AZ se coronó campeón de la Eredivisie a tres fechas del final del torneo. El 25 de julio de 2009, ganaron la Supercopa de los Países Bajos gracias a la victoria por 5:1 sobre el S. C. Heerenveen, un encuentro que Romero inició como titular pero fue sustituido por Joey Didulica al minuto 87.
La siguiente temporada, el AZ jugó la Liga de Campeones de la UEFA, donde integró el «Grupo H» junto al Arsenal, Olympiacos y Standard Lieja. Romero jugó todos los partidos de la primera ronda, pero no pudo evitar que su equipo cayera en la última posición de la tabla y fuese eliminado de la competición. En septiembre de 2009, sufrió una lesión en la rodilla en un partido frente al F. C. Utrecht que lo dejó fuera del terreno de juego durante una semana. El 3 de octubre, fue sustituido al minuto 89 de un encuentro contra el NAC Breda debido a una leve contusión. El 21 de marzo de 2010 volvió a lesionarse la rodilla, esta vez en un partido ante el Sparta Rotterdam que finalizó en una victoria por 1:0. El AZ no pudo retener el título de la liga, quedando en el quinto lugar de la tabla de posiciones de la Eredivisie, a veinticuatro puntos del F. C. Twente. En la Copa de los Países Bajos el equipo tampoco obtuvo buenos resultados, puesto que quedó eliminado del torneo en los octavos de final a manos del Feyenoord Rotterdam. En la última campaña de Romero con el AZ, quedaron en la cuarta posición en la tabla de la Eredivisie y no pasaron de los octavos de final en la Copa de los Países Bajos tras ser derrotados 1:0 por el Ajax de Ámsterdam. En el plano internacional, fueron eliminados de la Liga Europa de la UEFA en la primera ronda, tras quedar terceros en su grupo.

### U.C. Sampdoria y cesión al A.S. Mónaco

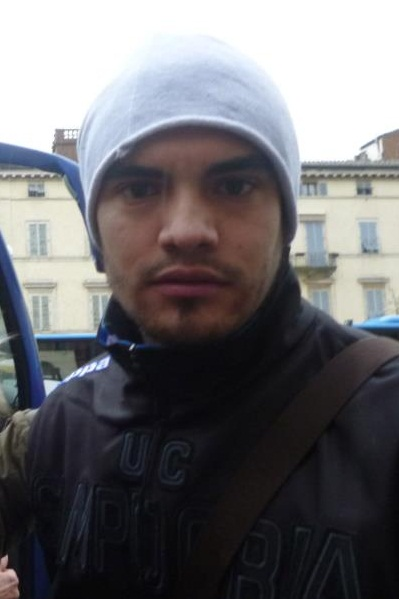
Romero después de un partido contra la S. S. R. Siena en enero de 2013.

El 23 de agosto de 2011, Romero firmó por tres temporadas con la U. C. Sampdoria, que pagó cerca de cuatro millones de euros por su pase. El equipo italiano venía de descender de categoría; sobre esto, Romero dijo: «Es un pasaje clave en mi carrera. El hecho de que Sampdoria esté en la Serie B no importa, ya que con un equipo óptimo y un arquero que responda a las necesidades puede ser una situación momentánea». Dos días después de su presentación, jugó un partido contra el Calcio Padova que finalizó empatado a dos tantos. Aunque en la temporada 2011-12 la Sampdoria quedó en la sexta posición en la tabla de la Serie B, logró clasificarse a la Serie A después de ganarle en los play-offs al Varese Calcio S. S. D. por marcador global de 3:2 y Sassuolo Calcio por un global de 4:2 en la final.
La siguiente temporada, Romero obtuvo la titularidad después de que el guardameta Angelo Da Costa fuese sancionado por tres meses. En la primera fecha de la Serie A, la Sampdoria le ganó 1:0 al A. C. Milan en un partido donde Romero tuvo una buena actuación. Sin embargo, en un encuentro contra Parma Calcio disputado el 21 de octubre, fue expulsado de manera directa al minuto 34, después de conceder un tiro penal que el delantero Amauri terminó convirtiendo en gol. El encuentro finalizó 2:1 a favor del Parma. A finales de temporada, comenzaron a circular rumores sobre que Romero podría desvincularse de la Sampdoria, pero esto fue desmentido por el agente del futbolista, Mino Raiola.
No obstante, después de perder su lugar en la plantilla de la Sampdoria, en agosto de 2013 fue transferido en calidad de cedido al A. S. Mónaco. Realizó su debut con el Mónaco el 30 de octubre en un partido frente a Stade de Reims por los dieciseisavos de final de la Copa de Francia. El encuentro finalizó en una derrota por 1:0 y su equipo fue eliminado de la competición. Romero jugó un partido de liga recién el 12 de abril de 2014, en una victoria por 1:0 al Stade Rennais. Debido a la titularidad del guardameta Danijel Subašić, disputó pocos encuentros con el Mónaco. El equipo finalizó en la segunda posición en la tabla de la liga, a nueve puntos del París Saint-Germain.
En julio de 2014, Romero volvió a la Sampdoria. En julio de 2014, recibió una oferta por parte del Benfica, que ofreció pagar ochocientos mil euros por su pase, pero las negociaciones no se concretaron y el guardameta permaneció en el equipo italiano. Consiguió la titularidad en octubre, después de que el portero Emiliano Viviano sufriera una lesión. El 30 de junio de 2015, después de que clubes como el Real Madrid y la A. S. Roma mostraran interés por ficharlo, no renovó su contrato con el club.

### Manchester United F.C.

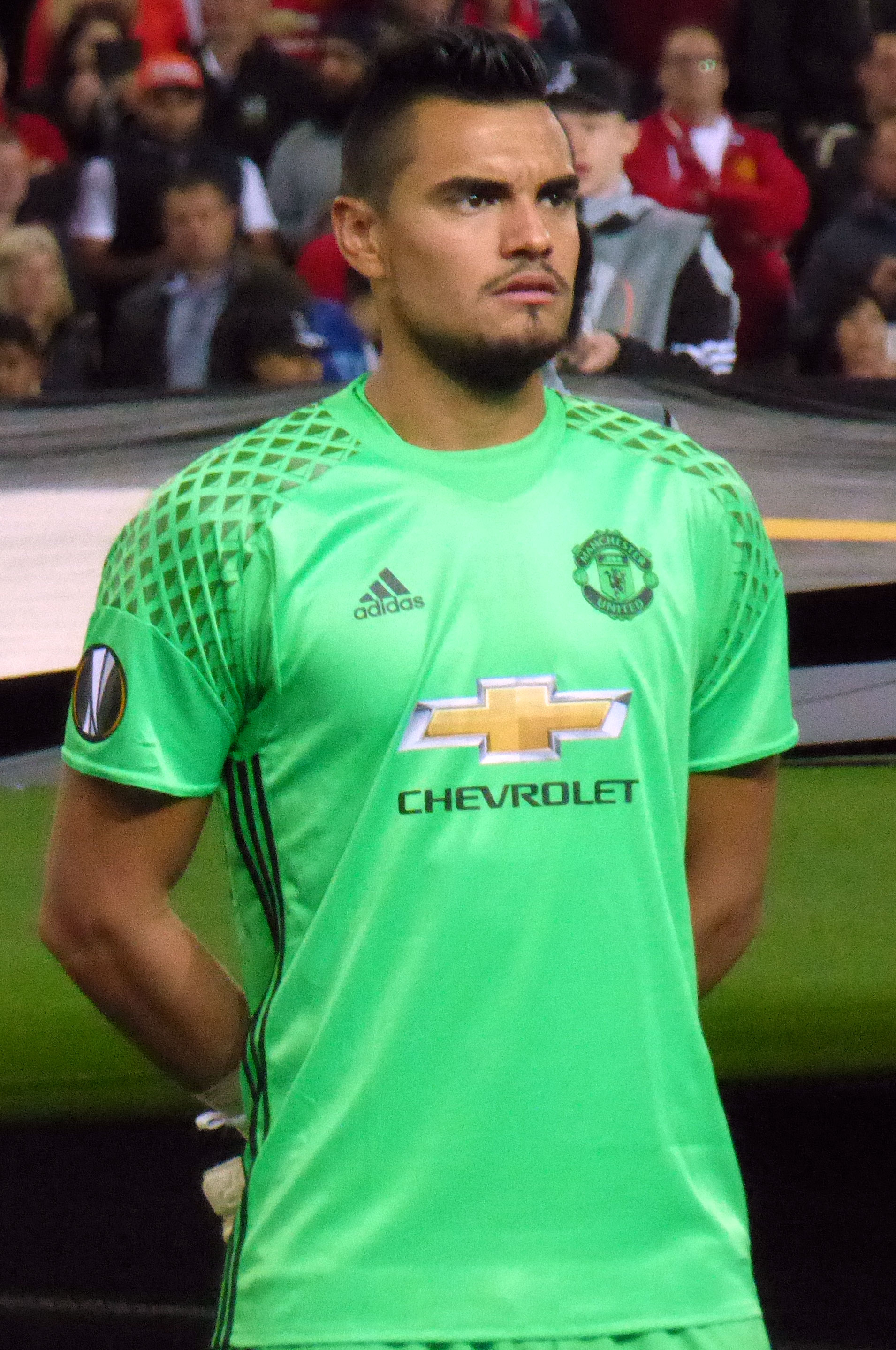
Romero con el Manchester United en 2016.

El 26 de julio de 2015, se oficializó el fichaje libre de Romero al Manchester United por tres temporadas. En su primera temporada en el club inglés, logró mantener la portería a cero durante las primeras cuatro jornadas de la liga, hasta la derrota por 2:1 contra el Swansea City. El 21 de mayo de 2016, el conjunto de Mánchester se proclamó campeón de la FA Cup después de vencer 2:1 al Crystal Palace en la final del torneo. En su primera temporada en el equipo inglés, Romero disputó cuatro encuentros de liga.
 

En la temporada 2016-17, jugó solo dos partidos de liga debido a la presencia de David De Gea en la portería del Manchester United. El 7 de agosto de 2016, el United le ganó al Leicester City por 2:1 en el partido por la Community Shield y Romero consiguió su segundo título con el club. 
| «Sergio Romero es muy talentoso. Será una gran incorporación y estoy entusiasmado de trabajar con él». —Louis van Gaal, sobre la firma de Romero por el Manchester United. |

El 26 de febrero, el equipo consiguió la Copa de la Liga luego de vencer en la final al Southampton F. C. por marcador 3:2. En ambas finales, Romero fue suplente. A pesar de ser suplente en la Premier League, jugó doce encuentros por la Liga Europa de la UEFA y recibió cuatro goles. El United ganó competición internacional luego de derrotar por 2:0 al Ajax de Ámsterdam en la final, con Romero como titular. De esta manera, se clasificaron a la Liga de Campeones de la UEFA. El 16 de julio de 2017, Romero renovó su contrato con el Manchester United hasta junio de 2021. El 8 de agosto, el Manchester United perdió 2:1 contra el Real Madrid por la Supercopa de Europa, en un partido que Romero no jugó. El 19 de mayo de 2018 se disputó la final de la FA Cup entre el Manchester United y el Chelsea F. C. A pesar de ser titular en toda la competición, Romero fue suplente. El Chelsea ganó el encuentro por 1:0 y se consagró campeón.

### Venezia F.C.
En 2021 fichó con el Venezia Football Club, donde se desempeñó disputando 14 partidos con el club italiano en la Serie A. Romero se lesionó en los 3/4 de la temporada y se perdió una cantidad importante de partidos, allí el Venezia no consiguió sumar puntos y terminó descendiendo de categoría.

### C.A. Boca Juniors
Tras desvincularse del Venezia, Romero llegó libre a Boca Juniors el 8 de agosto de 2022, último día del mercado de pases del fútbol argentino, y firmó un contrato hasta diciembre de 2024. Tras ponerse a punto físicamente el 13 de enero de 2023 debutó frente a Everton de Viña del Mar, en el marco de un partido amistoso.
Romero logró ser la figura de Boca Juniors en la Copa Libertadores 2023 haciéndose grande en el arco de Boca en las definiciones por penales. El primero atajado fue en tiempo regular frente a Deportivo Pereira por la fase de grupos, más tarde, en los octavos de final frente a Nacional de Uruguay logró atajar dos penales decisivos en la tanda para darle la clasificación al xeneize, en cuartos de final hizo lo mismo frente a Racing Club en el Estadio Presidente Perón. En el marco de las semifinales del torneo volvió a ser figura atajando dos penales seguidos en la tanda frente a Palmeiras. Sin embargo, frente a Fluminense, en la final, recibió dos goles en tiempo regular y suplementario. En la temporada 2023 dejó una estadística positiva de 26 penales recibidos, en los cuales atajó 12 y dos fueron desviados.
En 2024, tras la desvinculación de Fernando Gayoso entrenador de arqueros del club, el nivel de Romero bajó abruptamente, siendo así destacado por sus malas actuaciones en la Copa Sudamericana y Copa de la Liga Profesional. Tras su actuación en la derrota que sufrió Boca en el marco del superclásico frente a River Plate, fue controversial debido a su enfrentamiento con hinchas en la platea de La Bombonera. Tras esto, fue apuntado por los fanáticos y el club decidió apartarlo del plantel y suspenderlo por dos fechas, dejándole su titularidad al joven Leandro Brey.

## Selección nacional

### Categorías inferiores
El 18 de junio de 2007, Romero fue convocado por el entrenador de la selección argentina sub-20, Hugo Tocalli, para jugar la Copa Mundial de Fútbol realizada en Canadá. El seleccionado argentino llegó hasta la final del torneo, donde derrotó a República Checa por 2:1 con goles de Sergio Agüero y Mauro Zárate. Con la categoría sub-20, Romero también disputó el Campeonato Sudamericano de 2007 en Paraguay, donde los argentinos obtuvieron el subcampeonato. En 2008, ganó la medalla de oro con la selección olímpica en los Juegos Olímpicos de Pekín. En las semifinales, donde jugaron contra Brasil, el guardameta Oscar Ustari se lesionó y Romero lo reemplazó el resto del torneo.

### Selección mayor

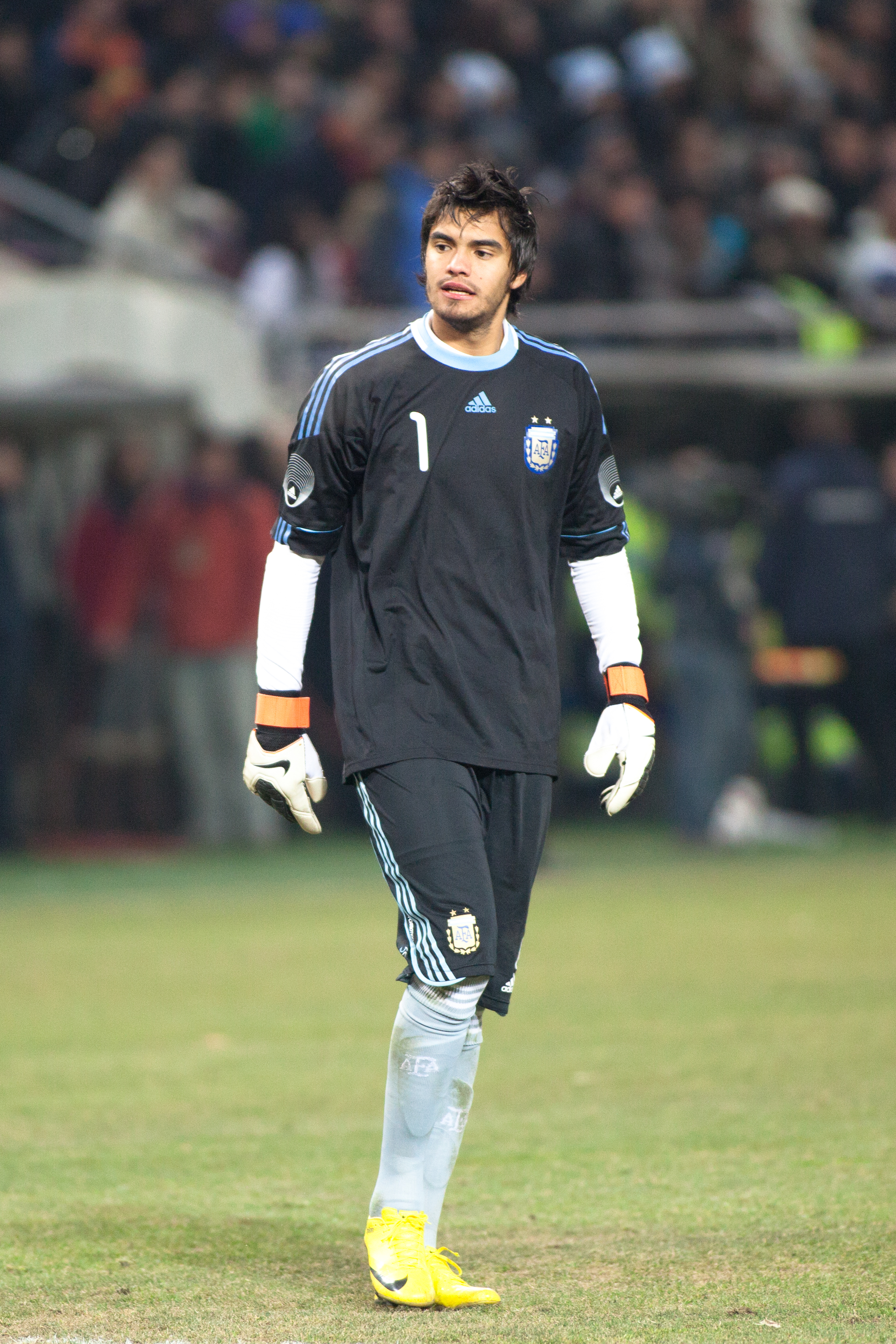
Romero en un partido amistoso contra Portugal en febrero de 2011.

Romero debutó con la selección absoluta el 9 de septiembre de 2009, en un encuentro válido por las eliminatorias para la Copa Mundial de Fútbol de 2010 ante la selección de Paraguay, donde los argentinos fueron derrotados por 1:0. A pesar de la derrota, el guardameta tuvo una buena actuación a lo largo del encuentro. Romero volvió a ser titular en los partidos contra Perú, donde la selección argentina ganó por 2:1, y Uruguay, logrando la clasificación a la Copa Mundial tras ganar 1:0 de visitante.
Después de lograr la clasificación a la Copa Mundial de Fútbol de 2010, el entrenador Diego Maradona incluyó a Romero en la lista de veintitrés jugadores que viajarían a Sudáfrica para disputar la competición. El guardameta estuvo presente en todos los partidos que disputó su selección. Los argentinos quedaron primeros en su grupo tras ganar todos los partidos del mismo, lo que les permitió avanzar a los octavos de final, donde derrotaron 3:1 a México. No obstante, la selección argentina fue goleada 4:0 por Alemania en los cuartos de final y quedó eliminada del torneo. Tras esto, Maradona fue desplazado de su cargo y Sergio Batista lo reemplazó. 
En la Copa América 2011, realizada en Argentina, la selección albiceleste integró el grupo A junto a Bolivia, Colombia y Costa Rica. El primer partido, ante Bolivia, acabó empatado 1:1. En el encuentro ante los colombianos, que finalizó empatado sin goles, Romero le atajó dos remates a Radamel Falcao y uno a Dayro Moreno. En el último partido de la primera fase, Argentina goleó 3:0 a Costa Rica y se clasificó a los cuartos de final. En esta estancia, el conjunto argentino fue eliminado en tanda de penales por la selección uruguaya.
Ya con Alejandro Sabella en la dirección técnica, el 11 de septiembre de 2013 la selección argentina se clasificó a la Copa Mundial de Fútbol de 2014 tras vencer a Paraguay por 5:2 de visitante. El 2 de junio de 2014, Romero fue seleccionado por Sabella para jugar la competición. En un principio, su convocatoria fue objeto de críticas debido a que no era titular en el A. S. Mónaco. No obstante, su figura dejó de ser cuestionada tras el Mundial ya que, a pesar del gol que le hacen por abajo de las piernas contra Bosnia y la poca seguridad que hasta entonces presentaba Romero en el arco argentino, le atajó dos penales a los Países Bajos en la semifinal del mundial y fue la figura del encuentro. El guardameta fue escogido como el mejor jugador del partido en la página web de la FIFA. El 13 de julio, Argentina fue derrotada 1:0 por Alemania en la final. Por su participación en la Copa del Mundo, Romero fue seleccionado entre los tres mejores porteros de la copa, quedando así nominado al Guante de Oro, distinción otorgada por la FIFA. Finalmente, el galardón quedó en manos del guardameta alemán Manuel Neuer. Desde los octavos de final hasta la misma final, Romero no recibió ningún gol, rompiendo así el récord de imbatibilidad en mundiales (de guardametas argentinos) que tenía Ubaldo Fillol.
El 31 de marzo de 2015, en un partido ante el seleccionado de Ecuador, Romero empató el récord de más partidos defendiendo el arco argentino, igualando a Ubaldo Fillol, con cincuenta y ocho juegos como guardameta de la selección argentina. El 6 de junio, en un encuentro amistoso contra Bolivia, superó a Fillol y se convirtió en el guardameta con más presencias en la selección argentina. El encuentro finalizó 5:0 a favor de Argentina. Ese año, fue convocado por Gerardo Martino para disputar la Copa América de Chile, donde en la primera ronda se enfrentaron a los seleccionados de Jamaica, Paraguay y Uruguay. Tras quedar primera en su grupo, la selección argentina derrotó en tanda de penales a Colombia en los cuartos de final (Romero le atajó un penal a Camilo Zúñiga) y goleó 6:1 a Paraguay en las semifinales. En la final ante Chile, el encuentro finalizó empatado a cero goles en la prórroga, por lo que debió definirse en tanda de penales. Los chilenos ganaron la competición tras vencer por 4:1 en los lanzamientos. Pese a la derrota, Romero tuvo un buen certamen y fue uno de los jugadores más regulares de su equipo.
El 20 de mayo de 2016, Gerardo Martino lo incluyó en la lista definitiva de los veintitrés jugadores convocados para disputar la Copa América Centenario. La selección argentina integró el grupo D, junto a los seleccionados de Bolivia, Chile y Panamá. Tras ganar todos los partidos de la fase de grupos, avanzó a los cuartos de final, donde derrotó 4:1 a Venezuela, en un encuentro donde Romero le atajó un penal a Luis Manuel Seijas en el minuto 43. En las semifinales, Argentina goleó 4:0 al local, Estados Unidos. En la final, el seleccionado argentino nuevamente se vio enfrentado a Chile. Tras empatar 0:0 en tiempo extra, el conjunto chileno ganó 4:2 en tanda de penales. No obstante, Romero tuvo una buena actuación en el encuentro. El 10 de octubre de 2017, en el último partido por la clasificación para el Mundial Rusia 2018, Argentina venció 3:1 a Ecuador de visitante y consiguió clasificar a la competición. El 22 de mayo de 2018 fue desafectado de la convocatoria a la competición debido a una lesión en la rodilla derecha, tras lo cual fue reemplazado por Nahuel Guzmán.
Romero sería nuevamente convocado para la primera gira de la selección argentina pos mundial en septiembre de 2018 por el DT interino, Lionel Scaloni, para disputar los dos partidos amistosos pactados por la fecha FIFA contra las selecciones de Guatemala y Colombia en los Estados Unidos, aunque no sumó minutos dentro de la cancha debido a su lesión y fue sustituido en ambos casos, por Gerónimo Rulli ante Guatemala y por Franco Armani ante Colombia. En octubre, Romero fue nuevamente convocado por el entrenador para la gira de la selección en Arabia Saudita y enfrentar a las selecciones de Irak y Brasil, siendo el capitán del equipo (en ausencia de Lionel Messi) y titular en ambos encuentros.
Es uno de los arqueros que más penaltis atajó en un mismo partido oficial de la Selección Argentina (2 disparos), junto con Sergio Goycoechea, Carlos Roa y Emiliano Martínez.

### Participaciones en Copas del Mundo
| Mundial           | Sede      | Resultado        |
| ----------------- | --------- | ---------------- |
| Copa Mundial 2010 | Sudáfrica | Cuartos de final |
| Copa Mundial 2014 | Brasil    | Subcampeón       |

### Participaciones en Copa América
| Copa                    | Sede           | Resultado        |
| ----------------------- | -------------- | ---------------- |
| Copa América 2011       | Argentina      | Cuartos de final |
| Copa América 2015       | Chile          | Subcampeón       |
| Copa América Centenario | Estados Unidos | Subcampeón       |

### Participaciones en Juegos Olímpicos
| Juegos                   | Sede  | Resultado      |
| ------------------------ | ----- | -------------- |
| Juegos Olímpicos de 2008 | China | Medalla de oro |

## Estadísticas

### Clubes
- Actualizado hasta el último partido jugado el 23 de noviembre de 2024.

| Part. | G.R.          | V.I.          | Part. | G.R. | V.I. | Part. | G.R. | V.I. | Part. | G.R. | V.I. |     |      |     |
| Racing Club Argentina | 1.ª           | 2005-06       | —     | —    | —    | —     | —    | —    | —     | —    | —    | —   | —    | —   |
| Racing Club Argentina | 1.ª           | 2006-07       | 4     | -7   | 0    | —     | —    | —    | —     | —    | —    | 4   | -7   | 0   |
| Racing Club Argentina | Total club    | Total club    | 4     | -7   | 0    | —     | —    | —    | —     | —    | —    | 4   | -7   | 0   |
| AZ Alkmaar · Países Bajos | 1.ª           | 2007-08       | 12    | -14  | 3    | —     | —    | —    | 2     | 0    | 2    | 14  | -14  | 5   |
| AZ Alkmaar · Países Bajos | 1.ª           | 2008-09       | 28    | -18  | 19   | 3     | -2   | 2    | —     | —    | —    | 31  | -20  | 21  |
| AZ Alkmaar · Países Bajos | 1.ª           | 2009-10       | 27    | -30  | 10   | 3     | -2   | 1    | 6     | -8   | 1    | 36  | -40  | 12  |
| AZ Alkmaar · Países Bajos | 1.ª           | 2010-11       | 23    | -25  | 8    | 3     | -3   | 1    | 5     | -9   | 1    | 31  | -37  | 10  |
| AZ Alkmaar · Países Bajos | Total club    | Total club    | 90    | -87  | 40   | 9     | -7   | 4    | 13    | -17  | 4    | 112 | -111 | 48  |
| Sampdoria · Italia | 2.ª           | 2011-12       | 30    | -26  | 14   | —     | —    | —    | —     | —    | —    | 30  | -26  | 14  |
| Sampdoria · Italia | 1.ª           | 2012-13       | 32    | -39  | 10   | 1     | -1   | 0    | —     | —    | —    | 33  | -40  | 10  |
| Sampdoria · Italia | 1.ª           | 2014-15       | 10    | -12  | 1    | 1     | -2   | 0    | —     | —    | —    | 11  | -14  | 1   |
| Sampdoria · Italia | Total club    | Total club    | 72    | -77  | 25   | 2     | -3   | 0    | —     | —    | —    | 74  | -80  | 25  |
| AS Mónaco Francia | 1.ª           | 2013-14       | 3     | -1   | 2    | 6     | -6   | 3    | —     | —    | —    | 9   | -7   | 5   |
| AS Mónaco Francia | Total club    | Total club    | 3     | -1   | 2    | 6     | -6   | 3    | —     | —    | —    | 9   | -7   | 5   |
| Manchester United Inglaterra | 1.ª           | 2015-16       | 4     | -2   | 3    | 2     | 0    | 2    | 4     | -4   | 1    | 10  | -6   | 6   |
| Manchester United Inglaterra | 1.ª           | 2016-17       | 2     | 0    | 2    | 4     | -2   | 2    | 12    | -4   | 8    | 18  | -6   | 12  |
| Manchester United Inglaterra | 1.ª           | 2017-18       | 1     | 0    | 1    | 7     | -2   | 6    | 2     | -2   | 0    | 10  | -4   | 7   |
| Manchester United Inglaterra | 1.ª           | 2018-19       | —     | —    | —    | 5     | -4   | 2    | 1     | -2   | 0    | 6   | -6   | 2   |
| Manchester United Inglaterra | 1.ª           | 2019-20       | —     | —    | —    | 8     | -3   | 5    | 9     | -2   | 7    | 17  | -5   | 12  |
| Manchester United Inglaterra | 1.ª           | 2020-21       | —     | —    | —    | —     | —    | —    | —     | —    | —    | —   | —    | —   |
| Manchester United Inglaterra | Total club    | Total club    | 7     | -2   | 6    | 26    | -11  | 17   | 28    | -14  | 16   | 61  | -27  | 39  |
| Venezia · Italia | 1.ª           | 2021-22       | 16    | -33  | 3    | —     | —    | —    | —     | —    | —    | 16  | -33  | 3   |
| Venezia · Italia | Total club    | Total club    | 16    | -33  | 3    | —     | —    | —    | —     | —    | —    | 16  | -33  | 3   |
| Boca Juniors Argentina | 1.ª           | 2022          | —     | —    | —    | —     | —    | —    | —     | —    | —    | —   | —    | —   |
| Boca Juniors Argentina | 1.ª           | 2023          | 23    | -20  | 10   | 13    | -16  | 2    | 13    | -7   | 8    | 49  | -43  | 20  |
| Boca Juniors Argentina | 1.ª           | 2024          | 16    | -15  | 5    | 16    | -15  | 5    | 9     | -8   | 5    | 41  | -37  | 16  |
| Boca Juniors Argentina | Total club    | Total club    | 39    | -35  | 16   | 29    | -31  | 7    | 22    | -15  | 13   | 90  | -78  | 36  |
| Total carrera | Total carrera | Total carrera | 231   | -239 | 92   | 72    | -58  | 31   | 63    | -46  | 33   | 366 | -343 | 156 |
| (1) Incluye datos de KNVB Beker, Johan Cruijff Schaal, Coppa Italia, Coupe de France, Coupe de la Ligue, FA Cup, EFL Cup, Copa Argentina y Copa de la Liga. (2) Incluye datos de Liga Europa, Liga de Campeones, Copa Libertadores y Copa Sudamericana. |               |               |       |      |      |       |      |      |       |      |      |     |      |     |

### Selección
- Actualizado hasta el 16 de octubre de 2018.

| Selección          | Selección | Amistoso | Amistoso | Amistoso | Copa América | Copa América | Copa América | Eliminatorias | Eliminatorias | Eliminatorias | Mundial | Mundial | Mundial | JJ. OO. | JJ. OO. | JJ. OO. | Total | Total | Total |
| Selección          | Selección | PJ       | GR       | VI       | PJ           | GR           | VI           | PJ            | GR            | VI            | PJ      | GR      | VI      | PJ      | GR      | VI      | PJ    | GR    | VI    |
| ------------------ | --------- | -------- | -------- | -------- | ------------ | ------------ | ------------ | ------------- | ------------- | ------------- | ------- | ------- | ------- | ------- | ------- | ------- | ----- | ----- | ----- |
| Sub-20 Argentina   | 2007      | 7        | -10      | ?        | 9            | -8           | 5            | —             | —             | —             | 7       | -2      | 5       | —       | —       | —       | 23    | -20   | 10    |
| Sub-20 Argentina   | Total     | 7        | -10      | ?        | 9            | -8           | 5            | 0             | 0             | 0             | 7       | -2      | 5       | —       | —       | —       | 23    | -20   | 10    |
| Olímpica Argentina | 2008      | —        | —        | —        | —            | —            | —            | —             | —             | —             | —       | —       | —       | 4       | 0       | 4       | 4     | 0     | 4     |
| Olímpica Argentina | Total     | 0        | 0        | 0        | 0            | 0            | 0            | 0             | 0             | 0             | 0       | 0       | 0       | 4       | 0       | 4       | 4     | 0     | 4     |
| Absoluta Argentina | 2009      | 1        | -2       | 0        | —            | —            | —            | 3             | -2            | 1             | —       | —       | —       | —       | —       | —       | 4     | -4    | 1     |
| Absoluta Argentina | 2010      | 6        | -2       | 4        | —            | —            | —            | —             | —             | —             | 5       | -6      | 2       | —       | —       | —       | 11    | -8    | 6     |
| Absoluta Argentina | 2011      | 4        | -2       | 2        | 4            | -2           | 2            | 2             | -2            | 0             | —       | —       | —       | —       | —       | —       | 10    | -6    | 4     |
| Absoluta Argentina | 2012      | 4        | -5       | 1        | —            | —            | —            | 5             | -3            | 2             | —       | —       | —       | —       | —       | —       | 9     | -8    | 3     |
| Absoluta Argentina | 2013      | 3        | -2       | 2        | —            | —            | —            | 7             | -8            | 2             | —       | —       | —       | —       | —       | —       | 10    | -10   | 4     |
| Absoluta Argentina | 2014      | 6        | -5       | 3        | —            | —            | —            | —             | —             | —             | 7       | -4      | 4       | —       | —       | —       | 13    | -9    | 7     |
| Absoluta Argentina | 2015      | 3        | -1       | 2        | 6            | -3           | 4            | 4             | -3            | 2             | —       | —       | —       | —       | —       | —       | 13    | -7    | 8     |
| Absoluta Argentina | 2016      | 1        | -0       | 1        | 6            | -2           | 4            | 8             | -9            | 3             | —       | —       | —       | —       | —       | —       | 15    | -11   | 8     |
| Absoluta Argentina | 2017      | 2        | -0       | 2        | —            | —            | —            | 6             | -4            | 3             | —       | —       | —       | —       | —       | —       | 8     | -4    | 5     |
| Absoluta Argentina | 2018      | 3        | -2       | 1        | —            | —            | —            | —             | —             | —             | —       | —       | —       | —       | —       | —       | 3     | -2    | 1     |
| Absoluta Argentina | Total     | 33       | -21      | 18       | 16           | -7           | 10           | 35            | -31           | 13            | 12      | -10     | 6       | —       | —       | —       | 96    | -69   | 47    |
| Total              | Total     | 40       | -31      | 18       | 25           | -15          | 15           | 35            | -31           | 13            | 19      | -12     | 11      | 4       | -0      | 4       | 123   | -89   | 61    |

| 1.  | 9 de septiembre de 2009  | Estadio Defensores del Chaco, Asunción, Paraguay                | Paraguay       | 1–0          | Argentina            | Eliminatorias 2010                   |
| 2.  | 10 de octubre de 2009    | Estadio Monumental, Buenos Aires, Argentina                     | Argentina      | 2–1          | Perú                 | Eliminatorias 2010                   |
| 3.  | 14 de octubre de 2009    | Estadio Centenario, Montevideo, Uruguay                         | Uruguay        | 0–1          | Argentina            | Eliminatorias 2010                   |
| 4.  | 14 de noviembre de 2009  | Estadio Vicente Calderón, Madrid, España                        | España         | 2–1          | Argentina            | Amistoso                             |
| 5.  | 3 de marzo de 2010       | Estadio Allianz Arena, Múnich, Alemania                         | Alemania       | 0–1          | Argentina            | Amistoso                             |
| 6.  | 24 de mayo de 2010       | Estadio Monumental, Buenos Aires, Argentina                     | Argentina      | 5–0          | Canadá               | Amistoso                             |
| 7.  | 12 de junio de 2010      | Estadio Ellis Park, Johannesburgo, Sudáfrica                    | Argentina      | 1–0          | Nigeria              | Copa Mundial 2010                    |
| 8.  | 17 de junio de 2010      | Estadio Soccer City, Johannesburgo, Sudáfrica                   | Argentina      | 4–1          | Corea del Sur        | Copa Mundial 2010                    |
| 9.  | 22 de junio de 2010      | Estadio Peter Mokaba, Polokwane, Sudáfrica                      | Argentina      | 2–0          | Grecia               | Copa Mundial 2010                    |
| 10. | 27 de junio de 2010      | Estadio Soccer City, Johannesburgo, Sudáfrica                   | Argentina      | 3–1          | México               | Copa Mundial 2010                    |
| 11. | 3 de julio de 2010       | Estadio Green Point, Ciudad del Cabo, Sudáfrica                 | Argentina      | 0–4          | Alemania             | Copa Mundial 2010                    |
| 12. | 11 de agosto de 2010     | Estadio Aviva, Dublín, Irlanda                                  | Irlanda        | 0–1          | Argentina            | Amistoso                             |
| 13. | 7 de septiembre de 2010  | Estadio Monumental, Buenos Aires, Argentina                     | Argentina      | 4–1          | España               | Amistoso                             |
| 14. | 8 de octubre de 2010     | Estadio de Saitama, Saitama, Japón                              | Japón          | 1–0          | Argentina            | Amistoso                             |
| 15. | 17 de noviembre de 2010  | Estadio Internacional Jalifa, Doha, Catar                       | Argentina      | 1–0          | Brasil               | Amistoso                             |
| 16. | 9 de febrero de 2011     | Stade de Genève, Ginebra, Suiza                                 | Argentina      | 2–1          | Portugal             | Amistoso                             |
| 17. | 20 de junio de 2011      | Estadio Monumental, Buenos Aires, Argentina                     | Argentina      | 4–0          | Albania              | Amistoso                             |
| 18. | 1 de julio de 2011       | Estadio Ciudad de La Plata, La Plata, Argentina                 | Argentina      | 1–1          | Bolivia              | Copa América 2011                    |
| 19. | 6 de julio de 2011       | Estadio Brigadier General Estanislao López, Santa Fe, Argentina | Argentina      | 0–0          | Colombia             | Copa América 2011                    |
| 20. | 11 de julio de 2011      | Estadio Mario Alberto Kempes, Córdoba, Argentina                | Argentina      | 3–0          | Costa Rica           | Copa América 2011                    |
| 21. | 16 de julio de 2011      | Estadio Brigadier General Estanislao López, Santa Fe, Argentina | Argentina      | 1–1 (p:4-5)  | Uruguay              | Copa América 2011                    |
| 22. | 2 de septiembre de 2011  | Salt Lake Stadium, Calcuta, India                               | Argentina      | 1–0          | Venezuela            | Amistoso                             |
| 23. | 6 de septiembre de 2011  | Estadio Nacional Bangabandhu, Daca, Bangladés                   | Argentina      | 3–1          | Nigeria              | Amistoso                             |
| 24. | 11 de noviembre de 2011  | Estadio Monumental, Buenos Aires, Argentina                     | Argentina      | 1–1          | Bolivia              | Eliminatorias 2014                   |
| 25. | 15 de noviembre de 2011  | Estadio Metropolitano Roberto Meléndez, Barranquilla, Colombia  | Colombia       | 1–2          | Argentina            | Eliminatorias 2014                   |
| 26. | 29 de febrero de 2012    | Stade de Suisse, Berna, Suiza                                   | Argentina      | 3–1          | Suiza                | Amistoso                             |
| 27. | 2 de junio de 2012       | Estadio Monumental, Buenos Aires, Argentina                     | Argentina      | 4–0          | Ecuador              | Eliminatorias 2014                   |
| 28. | 9 de junio de 2012       | MetLife Stadium, Nueva Jersey, Estados Unidos                   | Argentina      | 4–3          | Brasil               | Amistoso                             |
| 29. | 15 de agosto de 2012     | Commerzbank-Arena, Fráncfort del Meno, Alemania                 | Alemania       | 1–3          | Argentina            | Amistoso                             |
| 30. | 7 de septiembre de 2012  | Estadio Mario Alberto Kempes, Córdoba, Argentina                | Argentina      | 3–1          | Paraguay             | Eliminatorias 2014                   |
| 31. | 11 de septiembre de 2012 | Estadio Nacional del Perú, Lima, Perú                           | Perú           | 1–1          | Argentina            | Eliminatorias 2014                   |
| 32. | 12 de octubre de 2012    | Estadio Malvinas Argentinas, Mendoza, Argentina                 | Argentina      | 3–0          | Uruguay              | Eliminatorias 2014                   |
| 33. | 16 de octubre de 2012    | Estadio Nacional de Chile, Santiago de Chile, Chile             | Chile          | 1–2          | Argentina            | Eliminatorias 2014                   |
| 34. | 14 de noviembre de 2012  | Estadio Rey Fahd, Riad, Arabia Saudita                          | Arabia Saudita | 0–0          | Argentina            | Amistoso                             |
| 35. | 6 de febrero de 2013     | Estadio Friends Arena, Estocolmo, Suecia                        | Suecia         | 2–3          | Argentina            | Amistoso                             |
| 36. | 22 de marzo de 2013      | Estadio Monumental, Buenos Aires, Argentina                     | Argentina      | 3–0          | Venezuela            | Eliminatorias 2014                   |
| 37. | 26 de marzo de 2013      | Estadio Hernando Siles, La Paz, Bolivia                         | Bolivia        | 1–1          | Argentina            | Eliminatorias 2014                   |
| 38. | 7 de junio de 2013       | Estadio Monumental, Buenos Aires, Argentina                     | Argentina      | 0–0          | Colombia             | Eliminatorias 2014                   |
| 39. | 11 de junio de 2013      | Estadio Olímpico Atahualpa, Quito, Ecuador                      | Ecuador        | 1–1          | Argentina            | Eliminatorias 2014                   |
| 40. | 10 de septiembre de 2013 | Estadio Defensores del Chaco, Asunción, Paraguay                | Paraguay       | 2–5          | Argentina            | Eliminatorias 2014                   |
| 41. | 11 de octubre de 2013    | Estadio Monumental, Buenos Aires, Argentina                     | Argentina      | 3–1          | Perú                 | Eliminatorias 2014                   |
| 42. | 15 de octubre de 2013    | Estadio Centenario, Montevideo, Uruguay                         | Uruguay        | 3–2          | Argentina            | Eliminatorias 2014                   |
| 43. | 15 de noviembre de 2013  | MetLife Stadium, Nueva Jersey, Estados Unidos                   | Argentina      | 0–0          | Ecuador              | Amistoso                             |
| 44. | 18 de noviembre de 2013  | Busch Stadium, San Luis, Estados Unidos                         | Argentina      | 2–0          | Bosnia y Herzegovina | Amistoso                             |
| 45. | 5 de marzo de 2014       | Estadio Arena Națională, Bucarest, Rumania                      | Rumania        | 0–0          | Argentina            | Amistoso                             |
| 46. | 4 de junio de 2014       | Estadio Monumental, Buenos Aires, Argentina                     | Argentina      | 3–0          | Trinidad y Tobago    | Amistoso                             |
| 47. | 7 de junio de 2014       | Estadio Ciudad de La Plata, La Plata, Argentina                 | Argentina      | 2–0          | Eslovenia            | Amistoso                             |
| 48. | 15 de junio de 2014      | Estadio Maracaná, Río de Janeiro, Brasil                        | Argentina      | 2–1          | Bosnia y Herzegovina | Copa Mundial 2014                    |
| 49. | 21 de junio de 2014      | Estadio Mineirão, Belo Horizonte, Brasil                        | Argentina      | 1–0          | Irán                 | Copa Mundial 2014                    |
| 50. | 25 de junio de 2014      | Estadio Beira-Rio, Porto Alegre, Brasil                         | Argentina      | 3–2          | Nigeria              | Copa Mundial 2014                    |
| 51. | 1 de julio de 2014       | Estadio Arena Corinthians, São Paulo, Brasil                    | Argentina      | 0–0 (ts:1-0) | Suiza                | Copa Mundial 2014                    |
| 52. | 5 de julio de 2014       | Estadio Mané Garrincha, Brasilia, Brasil                        | Argentina      | 1–0          | Bélgica              | Copa Mundial 2014                    |
| 53. | 9 de julio de 2014       | Estadio Arena Corinthians, São Paulo, Brasil                    | Argentina      | 0–0 (p:4-2)  | Holanda              | Copa Mundial 2014                    |
| 54. | 13 de julio de 2014      | Estadio Maracaná, Río de Janeiro, Brasil                        | Argentina      | 0–0 (ts:0-1) | Alemania             | Copa Mundial 2014                    |
| 55. | 3 de septiembre de 2014  | Estadio ESPRIT arena, Düsseldorf, Alemania                      | Alemania       | 2–4          | Argentina            | Amistoso                             |
| 56. | 11 de octubre de 2014    | Estadio Nacional de Beijing, Pekín, China                       | Argentina      | 0–2          | Brasil               | Superclásico de las Américas de 2014 |
| 57. | 12 de noviembre de 2014  | Estadio de West Ham, Londres, Inglaterra                        | Argentina      | 2–1          | Croacia              | Amistoso                             |
| 58. | 31 de marzo de 2015      | MetLife Stadium, Nueva Jersey, Estados Unidos                   | Argentina      | 2–1          | Ecuador              | Amistoso                             |
| 59. | 6 de junio de 2015       | Estadio San Juan del Bicentenario, San Juan, Argentina          | Argentina      | 5–0          | Bolivia              | Amistoso                             |
| 60. | 13 de junio de 2015      | Estadio La Portada, La Serena, Chile                            | Argentina      | 2–2          | Paraguay             | Copa América 2015                    |
| 61. | 16 de junio de 2015      | Estadio La Portada, La Serena, Chile                            | Argentina      | 1–0          | Uruguay              | Copa América 2015                    |
| 62. | 20 de junio de 2015      | Estadio Sausalito, Viña del Mar, Chile                          | Argentina      | 1–0          | Jamaica              | Copa América 2015                    |
| 63. | 26 de junio de 2015      | Estadio Sausalito, Viña del Mar, Chile                          | Argentina      | 0–0 (p:5-4)  | Colombia             | Copa América 2015                    |
| 64. | 30 de junio de 2015      | Estadio Ester Roa Rebolledo, Concepción, Chile                  | Argentina      | 6–1          | Paraguay             | Copa América 2015                    |
| 65. | 4 de julio de 2015       | Estadio Nacional de Chile, Santiago, Chile                      | Argentina      | 0–0 (p:1-4)  | Chile                | Copa América 2015                    |
| 66. | 4 de septiembre de 2015  | BBVA Compass Stadium, Texas, Estados Unidos                     | Argentina      | 7–0          | Bolivia              | Amistoso                             |
| 67. | 9 de octubre de 2015     | Estadio Monumental, Buenos Aires, Argentina                     | Argentina      | 0–2          | Ecuador              | Eliminatorias 2018                   |
| 68. | 13 de octubre de 2015    | Estadio Defensores del Chaco, Asunción, Paraguay                | Paraguay       | 0–0          | Argentina            | Eliminatorias 2018                   |
| 69. | 13 de noviembre de 2015  | Estadio Monumental, Buenos Aires, Argentina                     | Argentina      | 1–1          | Brasil               | Eliminatorias 2018                   |
| 70. | 17 de noviembre de 2015  | Estadio Metropolitano Roberto Meléndez, Barranquilla, Colombia  | Colombia       | 0–1          | Argentina            | Eliminatorias 2018                   |
| 71. | 24 de marzo de 2016      | Estadio Nacional de Chile, Santiago, Chile                      | Chile          | 1–2          | Argentina            | Eliminatorias 2018                   |
| 72. | 29 de marzo de 2016      | Estadio Mario Alberto Kempes, Córdoba, Argentina                | Argentina      | 2–0          | Bolivia              | Eliminatorias 2018                   |
| 73. | 27 de mayo de 2016       | Estadio San Juan del Bicentenario, San Juan, Argentina          | Argentina      | 1–0          | Honduras             | Amistoso                             |
| 74. | 6 de junio de 2016       | Levi's Stadium, Santa Clara, Estados Unidos                     | Argentina      | 2–1          | Chile                | Copa América Centenario 2016         |
| 75. | 10 de junio de 2016      | Soldier Field, Chicago, Estados Unidos                          | Argentina      | 5–0          | Panamá               | Copa América Centenario 2016         |
| 76. | 14 de junio de 2016      | CenturyLink Field, Seattle, Estados Unidos                      | Argentina      | 3–0          | Bolivia              | Copa América Centenario 2016         |
| 77. | 18 de junio de 2016      | Gillette Stadium, Foxborough, Estados Unidos                    | Argentina      | 4–1          | Venezuela            | Copa América Centenario 2016         |
| 78. | 21 de junio de 2016      | Estadio NRG, Houston, Estados Unidos                            | Estados Unidos | 0–4          | Argentina            | Copa América Centenario 2016         |
| 79. | 26 de junio de 2016      | MetLife Stadium, East Rutherford, Estados Unidos                | Argentina      | 0–0 (p:2-4)  | Chile                | Copa América Centenario 2016         |
| 80. | 1 de septiembre de 2016  | Estadio Malvinas Argentinas, Mendoza, Argentina                 | Argentina      | 1–0          | Uruguay              | Eliminatorias 2018                   |
| 81. | 6 de septiembre de 2016  | Estadio Metropolitano, Mérida, Venezuela                        | Venezuela      | 2–2          | Argentina            | Eliminatorias 2018                   |
| 82. | 6 de octubre de 2016     | Estadio Nacional, Lima, Perú                                    | Perú           | 2–2          | Argentina            | Eliminatorias 2018                   |
| 83. | 11 de octubre de 2016    | Estadio Mario Alberto Kempes, Córdoba, Argentina                | Argentina      | 0–1          | Paraguay             | Eliminatorias 2018                   |
| 84. | 10 de noviembre de 2016  | Estadio Mineirão, Belo Horizonte, Brasil                        | Brasil         | 3–0          | Argentina            | Eliminatorias 2018                   |
| 85. | 15 de noviembre de 2016  | Estadio San Juan del Bicentenario, San Juan, Argentina          | Argentina      | 3–0          | Colombia             | Eliminatorias 2018                   |
| 86. | 23 de marzo de 2017      | Estadio Monumental, Buenos Aires, Argentina                     | Argentina      | 1–0          | Chile                | Eliminatorias 2018                   |
| 87. | 28 de marzo de 2017      | Estadio Hernando Siles, La Paz, Bolivia                         | Bolivia        | 2–0          | Argentina            | Eliminatorias 2018                   |

## Palmarés

### Campeonatos nacionales
| Título                        | Equipo            | Sede         | Año     |
| ----------------------------- | ----------------- | ------------ | ------- |
| Eredivisie                    | AZ Alkmaar        | Países Bajos | 2008-09 |
| Supercopa de los Países Bajos | AZ Alkmaar        | Países Bajos | 2009    |
| FA Cup                        | Manchester United | Inglaterra   | 2015-16 |
| Community Shield              | Manchester United | Inglaterra   | 2016    |
| Copa de la Liga               | Manchester United | Inglaterra   | 2016-17 |
| Supercopa Argentina           | Boca Juniors      | Argentina    | 2022    |

### Campeonatos internacionales
| Título                 | Equipo                 | Sede    | Año     |
| ---------------------- | ---------------------- | ------- | ------- |
| Copa del Mundo Sub-20  | Selección de Argentina | Toronto | 2007    |
| Juegos Olímpicos       | Selección de Argentina | Pekín   | 2008    |
| Liga Europa de la UEFA | Manchester United      | Solna   | 2016-17 |

### Distinciones individuales
| Distinción                                                        | Año  |
| ----------------------------------------------------------------- | ---- |
| MVP contra los Países Bajos en la Copa Mundial de Fútbol de 2014. | 2014 |
| Parte del Equipo Ideal de la Liga Europa de la UEFA.              | 2017 |
| Parte del Equipo Ideal de la Copa Libertadores.                   | 2023 |
| Parte del Equipo Ideal de América.                                | 2023 |

## Vida privada

### Familia
Sergio Germán Romero nació el 22 de febrero de 1987 en Bernardo de Irigoyen (Misiones). Su padre, Ramón, es un gendarme retirado. Tiene tres hermanos mayores, Oscar, Marcos y Diego. Este último es jugador de baloncesto profesional. Cuando Romero tenía nueve años, su familia se trasladó a Comodoro Rivadavia (Chubut).
Romero se casó con la ex modelo Eliana Guercio el 16 de octubre de 2008. El 16 de febrero de 2010 nació en los Países Bajos su hija Jazmín, el 14 de septiembre de 2012 nació su segunda hija Chloe, el 24 de febrero de 2018 nació su tercera hija, Meghan y el 9 de febrero de 2022 nació el cuarto hijo Luca.

### Reconocimientos
Romero fue declarado ciudadano ilustre de Bernardo de Irigoyen, ciudad de donde es oriundo. Esta mención se dio a conocer en el acto por el 93º aniversario de la localidad, luego de que el plantel de la selección argentina llegara al país luego de la Copa Mundial de Fútbol de 2014. El intendente del municipio dijo que Romero «los representa ante el mundo».